# Magnus af Sachsen
Hertug Magnus af Sachsen (ca. 1045 – 23. august 1106) var hertug af Sachsen fra 1072 til 1106.
Magnus var søn af hertug Ordulf af Sachsen og Ulvhild af Norge og var det sidste medlem af Huset Billung.

## Biografi

### Tidlige liv
Magnus blev født ind i Huset Billung som den ældste søn af Hertug Ordulf af stammehertugdømmet Sachsen og Ulvhild af Norge, datter af den norske konge Olav den Hellige.
Magnus blev gift i 1071 med Sophia af Ungarn (død 1095), der var datter af kong Béla 1. af Ungarn og enke efter Ulrik 1., markgreve af Krain og Istrien og greve af Weimar.
Magnus var en bitter fjende af ærkebiskop Adalbert af Bremen, hvis stift han plagede ved gentagne plyndringstogter. Før Magnus blev hertug fik han gennemført, at Adalbert blev afsat i 1066, fordi ærkebiskoppen havde udnyttet sin herskermagt til at berige kirken med krongods, men Adalbert kom senere tilbage.

### Første oprør mod Henrik 4.
I 1070, før han blev hertug, deltog han i den bayerske hertug Otto af Nordheims opstand mod den tyske konge Henrik 4.. Opstanden blev slået ned i 1071, og Magnus blev fængslet i borgen Harzburg. Han blev ikke løsladt, da han overtog stillingen som hertug ved faderen Ordulfs død i 1072, eftersom han nægtede at købe sig til frigivelse ved at give afkald på hertugværdigheden. Han blev først løsladt den 15. august 1073 som følge af en fangeudveksling organiseret af hans onkel Herman under det Saksiske Oprør, hvor 70 schwabere blev løsladt fra Nürnberg.

### Det Saksiske Oprør
I 1073 blev Harzburg ødelagt, og Henrik 4. genoptog konflikten med sakserne. I Slaget ved Homburg an der Unstrut i 1075 blev Magnus igen taget til fange af Henrik 4. og kom på ny i fangenskab. Han blev løsladt igen i 1076, hvorefter han kæmpede blandt tilhængerne af den tyske modkonge Rudolf af Rheinfelden, hertug af Schwaben i Slaget ved Mellrichstadt, hvor Magnus med nød og næppe reddede Rudolfs liv. Magnus og sachserne støttede dog aldrig helhjertet den schwabiske Rudolf, og senere blev Magnus forsonet med Henrik 4. og kæmpede med ham mod liutizerne. 

### Senere liv
I 1093 hjalp han i Slaget ved Schmilau sin forbundsfælle, venderfyrsten Henrik med at sikre sin magt over obotritterne.

### Død og arvefølge
Magnus døde i 1106. Han blev begravet i St. Michaelis-kirken i Lüneburg. Da Magnus døde uden at efterlade sig mandlige arvinger, endte Huset Billungs herredømme over Sachsen, der havde spændt over fire generationer. Hertugdømmet Sachsen blev derefter af kong Henrik 5. forlenet til Lothar von Süpplingenburg, mens familiegodserne gennem Magnus' to døtre blev arvet af Huset Welf og Huset Askanien.
Magnus havde mange efterkommere, bl.a. i fyrstehuset Oldenburg, og gennem ham kan det nuværende norske kongehus regne sine aner tilbage til sagatidens norske konger.

## Ægteskab og børn
Magnus blev gift i 1071 med Sophia af Ungarn (død 1095), datter af kong Béla 1. af Ungarn. De fik to døtre:
1. Wulfhilde (død 1126), gift med hertug Henrik 9. af Bayern fra Huset Welf
2. Eilika (død 1142), gift med grev Otto af Ballenstedt fra Huset Askanien